# Westfalen (Schiff, 1972)
Die Westfalen ist eine Fähre, die zwischen Emden, Eemshaven und Borkum eingesetzt wird.

## Geschichte
Das Schiff wurde  im Juni 1972 als Westfalen von der AG Ems in Dienst gestellt. Die ursprünglich 63 Meter lange Fähre wurde 1980 verlängert und bis 1990 zwischen Borkum und Emden eingesetzt. Anfang der 1990er Jahre fuhr die Westfalen drei Jahre auf Verkaufsfahrten ab Rostock und zwischen Kappeln und Sønderborg auf der Ostsee, bevor sie 1993 wieder zurück auf die Ems und die alte Route kam.
2006 wurde das Schiff in Helgoland umbenannt und als Ersatz für die Wilhelmshaven in den Sommermonaten täglich zwischen Wilhelmshaven und Helgoland eingesetzt. Diese Verbindung wurde mit Ablauf der Saison 2014 eingestellt. Seither steht die Fähre wieder ganzjährig für die Verbindungen nach Borkum zur Verfügung; dies war insbesondere als Vertretung für die im Umbau befindliche Ostfriesland im Winterhalbjahr 2014/2015 auch dringend erforderlich.
Seit Anfang 2016 fährt das Schiff wieder als Westfalen im Linienverkehr zwischen Emden, Eemshaven und Borkum.